# ヘラクレスの逆襲
『ヘラクレスの逆襲』（ヘラクレスのぎゃくしゅう、原題：Ercole e la regina di Lidia / Hercules Unchained）は、1959年制作のイタリア映画。
ソポクレスの「コロノスのオイディプス」とアイスキュロスの「テーバイ攻めの七将」を基にした冒険アクション映画（ソード&サンダル）で、『ヘラクレス』の続編。

## あらすじ
古代ギリシア。ヨルコ国の危機を救った怪力の英雄ヘラクレスはヨーレと結婚し、彼女とユリシーズと共に故郷のテーベに帰ってきた。
すると、テーベでは王のエテオクレスと弟のポリニセスとの間で争いが起きようとしていた。テーベの王位にはエテオクレスとポリニセスが1年ごとにつくことになっていたが、期限が来てもエテオクレスがポリニセスに王位を譲らなかったためだ。
ここへきて、エテオクレスはポリニセスに王位を譲ることを決め、その伝言をヘラクレスに託した。ヘラクレスはユリシーズとポリニセスの許に向かったが、その途中、ある泉の水を飲んだヘラクレスは一瞬にしてすべての記憶を失い、さらにそこにやって来た一隊の兵士によって、海の彼方のリディア国へ拉致されてしまった。
リディアの美しい女王オンファーレは魔力でヘラクレスをミイラにしようとする。一方、ユリシーズは伝書鳩を飛ばしてヨルコ国に助けを求める。それに応えたヘラクレスの盟友たちが海を越えてリディアに到着、ヘラクレスを助けると共にオンファーレ軍と戦い、これを滅ぼした。
一行がテーベに戻ると、既にエテオクレスとポリニセスの間で戦いが始まっており、ポリニセスの軍隊が宮殿の城壁まで攻め入っていた。ヘラクレスはエテオクレスの軍隊を率いてポリニセス軍を破り、人質になっていたヨーレを救った。
エテオクレスとポリニセスが死んだため、戦いが終わると、ヘラクレスはテーベの新しい王となったのだった。

## キャスト
- ヘラクレス：スティーヴ・リーヴス（吹替：小林修）
- ヨーレ：シルヴァ・コシナ
- オンファーレ：シルヴィア・ロペス
- ユリシーズ：ガブリエラ・アントニーニ
- エテオクレス：セルジオ・ファントーニ
- ポリニセス：ミンモ・パルマラ
- オイディプス：チェザーレ・ファントーニ
- アンタイオス：プリモ・カルネラ
- ペーネロペー：パトリツィア・デラ・ロヴェーレ

## その他
本作の英語タイトルHercules Unchainedは、2012年の映画『ジャンゴ 繋がれざる者』の原題Django Unchainedの由来の1つとなっている。
スティーヴ・リーヴスは、第1作の完成後、アメリカに帰国し、アメリカン・ヘルス・スタジオでインストラクターをしていたが、第1作がイタリア、フランスでヒットしていることを知り、本作への出演を了承したが、イメージの固定化を避けるため、以降ヘラクレス役はしていない。